# ヘクター・ダイヤー
ヘクター・ダイヤー（Hector ("Hec") Monroe Dyer、1910年6月2日- 1990年5月19日)は、アメリカ合衆国カリフォルニア州ロサンゼルス出身の陸上競技選手。1932年ロサンゼルスオリンピックの金メダリストである。

## 経歴
ダイヤーは1932年ロサンゼルスオリンピックに4×100mリレーのメンバーとして、フランク・ワイコフ、ロバート・キーセル、エメット・トッピノとともに出場。ダイヤーはアンカーを務め、40.0秒の記録で金メダルを獲得した。
ダイヤーの国内の成績は、1930年のIC4A選手権では220ヤードに出場し優勝。100ヤードでもラルフ・メトカーフに次いで2位となる。しかし、AAU選手権においては、1930年に100ヤードで6位、220ヤードで5位、1932年の同大会でも200mで5位に終わっている。
ダイヤーは、スタンフォード大学で経済学を専攻。1931年に卒業。現役を引退後は、石油業に従事した。